# Alice Lord
Alice Lord (1877-1940) foi uma sindicalista de Seattle.
Lord foi uma figura crítica no avanço dos sindicatos liderados por mulheres em Seattle no início do século XX. Ela liderou os esforços bem-sucedidos para estabelecer a jornada de trabalho de oito horas e o salário mínimo de 10 dólares por semana para as mulheres de Washington em 1913. Ela liderou o Sindicato das Empregadas de Mesa por 40 dos 73 anos da sua existência. Lord também ajudou a organizar outras trabalhadoras em Seattle e nas cidades vizinhas de Washington, incluindo fabricantes de produtos domésticos, roupas, doces e biscoitos, bem como o Seattle Union Card e Label League.